# Carlos Correa
Carlos Javier Correa (né le 22 septembre 1994 à Porto Rico) est un joueur d'arrêt-court des Twins du Minnesota de la Ligue majeure de baseball.
Il fait ses débuts dans le baseball majeur en 2015 et est élu recrue par excellence de la Ligue américaine au terme de sa première année.

## Carrière

### Débuts

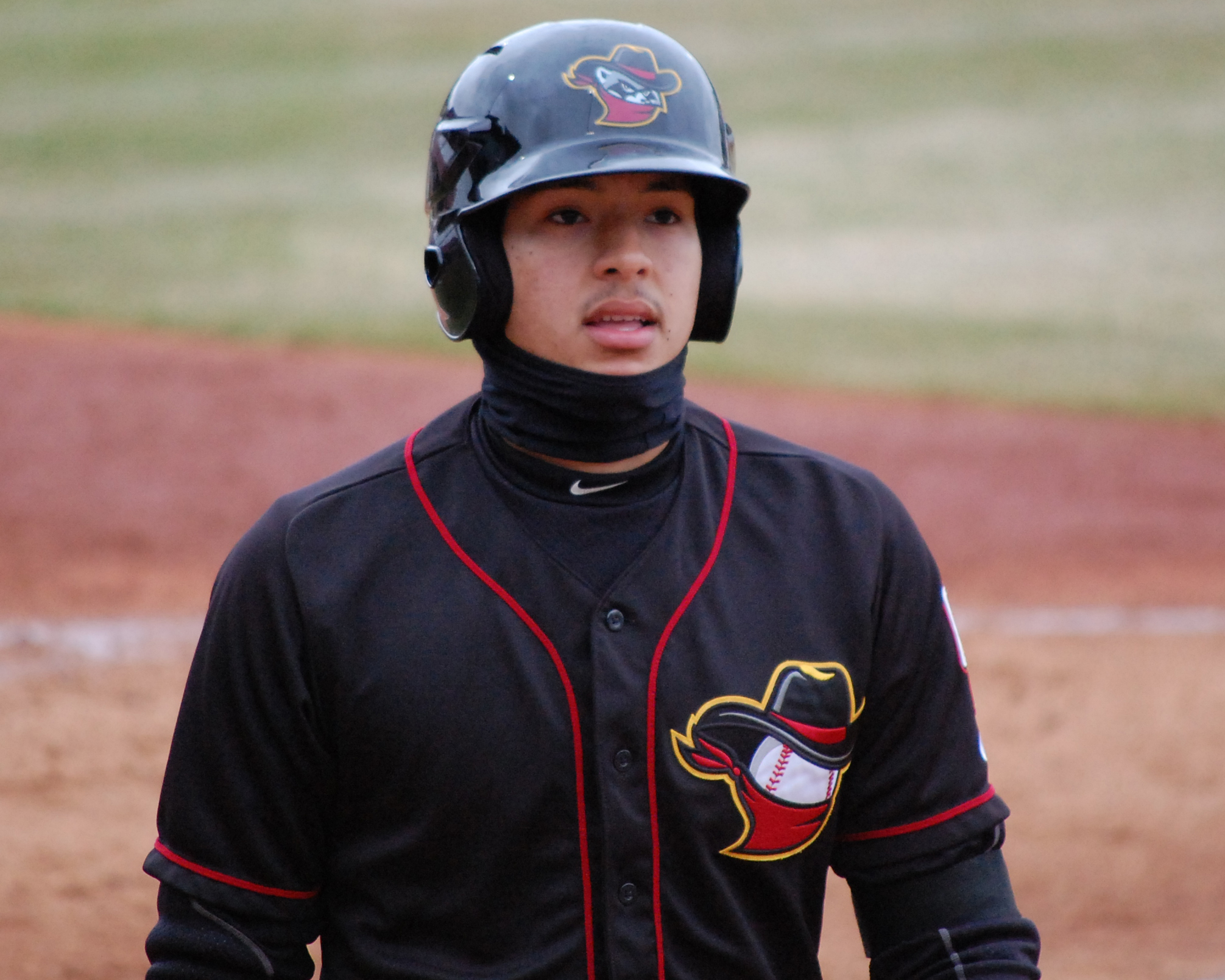
Carlos Correa en 2013 avec les River Bandits des Quad Cities, dans les ligues mineures.

Carlos Correa est originaire de Santa Isabel, à Porto Rico,,.
Étudiant de la Puerto Rico Baseball Academy and High School (en), Carlos Correa est le tout premier athlète sélectionné au repêchage 2012 des joueurs amateurs et est réclamé par les Astros de Houston. La sélection, la première des Astros sous la direction de l'équipe menée par le nouveau directeur-gérant Jeff Luhnow, surprend les observateurs, : dans les classements des meilleurs prospects avant le repêchage, Correa était souvent classé derrière Byron Buxton et parfois même Mark Appel. Buxton, sélectionné 2e par les Twins du Minnesota, était considéré comme le meilleur joueur disponible.
Le jeune joueur d'arrêt-court, qui n'a que 17 ans et fait 6 pieds et 4 pouces (1,93 m) pour 190 livres (86 kg), s'attire des comparaisons avec Troy Tulowitzki et Alex Rodriguez, mais s'inspire plutôt de son joueur favori, Derek Jeter. Il est le 3e joueur de l'histoire à être le tout premier choix d'un repêchage par les Astros après Floyd Bannister en 1976 et Phil Nevin en 1992, et le premier d'une série de trois en trois ans, Houston réclamant Mark Appel l'année suivante puis Brady Aiken (qu'ils ne mettent finalement pas sous contrat) en 2014.
Correa est le joueur natif de Porto Rico choisi le plus hâtivement dans une séance de repêchage, la précédente marque étant celle de Ramón Castro, choisi également par les Astros, mais 17e sélection au total en 1994. Correa s'était engagé avant le repêchage avec l'université de Miami mais le 7 juin 2012, il signe avec Houston son premier contrat professionnel, asujetti d'une prime à la signature de 4,8 millions de dollars, tandis que Buxton obtient 6 millions des Twins et qu'Appel, réclamé 8e au total par Pittsburgh, rejette l'offre du club majeur pour ensuite rejoindre les Astros un an après. Selon la convention collective récemment signée dans la Ligue majeure de baseball, il était recommandé qu'un maximum de 7,2 millions de dollars soit offert au premier choix du repêchage; Correa accepte plutôt la plus basse prime depuis les 3,5 millions consentis à Luke Hochevar par Kansas City en 2006.

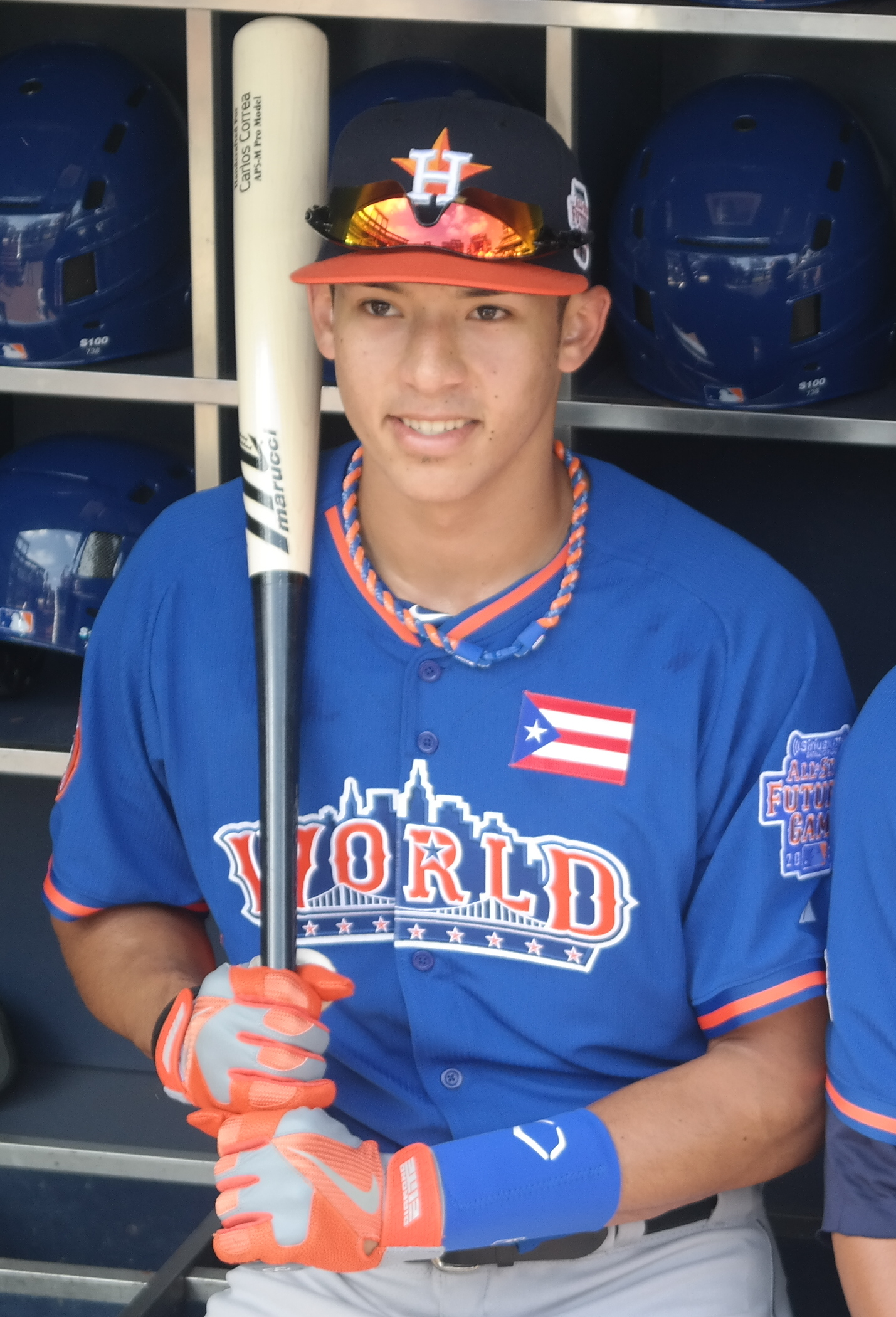
Carlos Correa lors du match des étoiles du futur en 2013 à New York.

Avant la saison de baseball 2013, Carlos Correa est au 13e rang du top 100 annuel des meilleurs joueurs d'avenir dressé par Baseball America, puis grimpe au 7e rang un an après, pour ensuite atteindre la 4e place du classement au début de 2015, derrière Kris Bryant, Byron Buxton et Addison Russell.

### Ligues mineures
Il commence sa carrière professionnelle en 2012 dans les ligues mineures. Son chemin vers les majeures est ralenti durant l'été 2014 alors qu'il se casse la cheville droite en glissant au troisième but et doit subir une intervention chirurgicale.
Correa, 18 ans, est le plus jeune joueur au match des étoiles du futur en juillet 2013 à New York. Il est sélectionné pour jouer l'édition suivante en juillet 2014 à Minneapolis mais sa blessure à la cheville subie à la fin juin met fin à sa saison et l'empêche de participer à l'événement.
Graduant au niveau Double-A chez les Hooks de Corpus Christi pour amorcer la saison de baseball 2015, il frappe pour ,385 de moyenne au bâton avec une moyenne de puissance de ,726 en 29 matchs, pour être dès le 11 mai élevé au Triple-A chez les Grizzlies de Fresno.
Le 7 juin 2015, alors que les Astros ont la meilleure fiche victoires-défaites de la Ligue américaine (34-23, deuxième meilleure des majeures) mais obtiennent une contribution peu significative de l'arrêt-court Marwin Gonzalez, occupant la position pour Jed Lowrie qui récupère d'une intervention chirurgicale, Houston rappelle Carlos Correa des ligues mineures. Au moment du rappel, Correa avait frappé pour ,266 de moyenne au bâton en 23 matchs au niveau AAA et frappait pour ,335 avec 21 doubles, 44 points produits et 18 buts volés en 53 matchs au total en 2015 pour Corpus Christi et Fresno. L'athlète de 20 ans menait à ce moment l'ensemble des ligues mineures pour les doubles, les coups sûrs de plus d'un but (34) et le total de buts (127), en plus d'être second pour la moyenne de puissance (,596).

### Ligue majeure de baseball

#### Saison 2015
Carlos Correa est la recrue de l'année de la Ligue américaine de baseball en 2015. Il fait ses débuts dans le baseball majeur pour les Astros de Houston le 8 juin 2015. Il récolte dans ce match son premier coup sûr et son premier point produit contre le lanceur Chris Sale des White Sox de Chicago. Le 9 juin, il réussit son premier but volé dans les majeures et frappe son premier coup de circuit aux dépens de Zach Duke des White Sox.
Correa, qui est à ses débuts le plus jeune joueur des majeures (20 ans), frappe pour ,287 de moyenne au bâton avec 5 circuits, 9 doubles et 4 buts volés à ses 21 premiers matchs, pour être nommé meilleure recrue du mois de juin 2015 dans la Ligue américaine.

#### Saison 2016

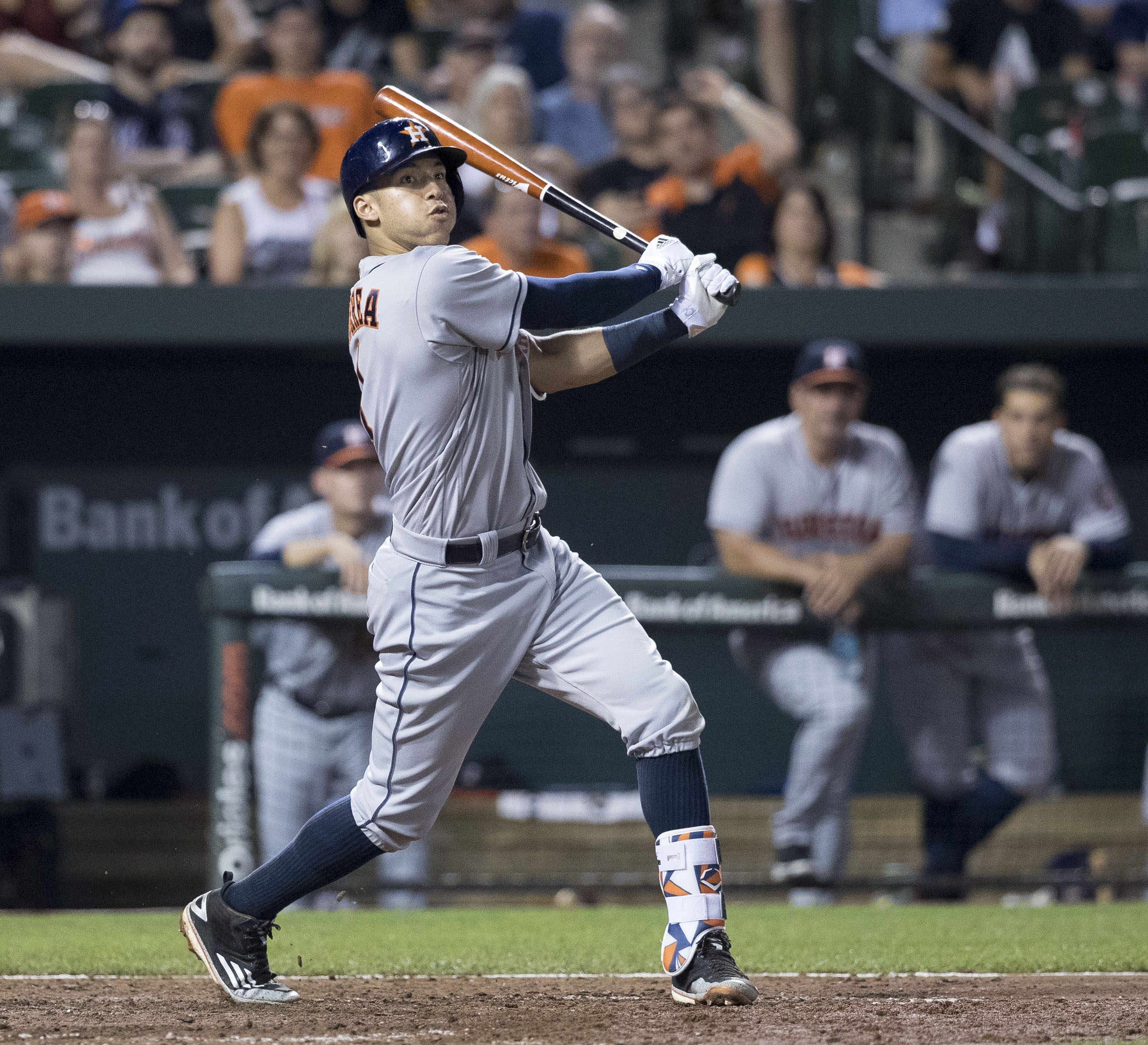
Carlos Correa en 2016 avec les Astros de Houston.

#### Saison 2017
Avec une moyenne au bâton de ,386 et une moyenne de puissance de ,673 en 101 présences au bâton, Correa est nommé meilleur joueur du mois de mai 2017 dans la Ligue américaine, aidant les Astros à remporter 22 matchs sur 29 durant cette période.
Correa honore sa première sélection au match des étoiles en 2017 à Miami, où il est voté par le public comme arrêt-court partant de l'équipe de la Ligue américaine.
Correa est dans la course pour le titre de joueur par excellence de la Ligue américaine en 2017 alors qu'il frappe pour ,320 de moyenne au bâton à ses 84 premiers matchs avec 20 circuits et 67 points produits. Mais sa saison est interrompue le 17 juillet lorsqu'il se blesse et doit subir une intervention chirurgicale au ligament du pouce gauche, ce qui entraîne une période d'inactivité prévue de 6 à 8 semaines.